# First Generation
First Generation è una raccolta dei Van der Graaf Generator pubblicata nel 1986 da Virgin Records in formato CD.

## Il disco
La raccolta contiene i brani più famosi della band britannica dall'album The Least We Can Do Is Wave to Each Other fino a Pawn Hearts.

## Tracce
1. Darkness (11/11) – 7:28
2. Killer – 8:07
3. Man-Erg – 10:20
4. Theme One – 2:55
5. Pioneers Over C – 12:25
6. A Plague Of Lighthouse Keepers – 23:04
7. Refugees – 6:23

## Formazione
- Peter Hammill: voce, chitarra, pianoforte
- Hugh Banton: tastiere, voce di supporto, basso elettrico
- Guy Evans: batteria
- Nic Potter: basso elettrico
- David Jackson: sassofono, flauto, voce di supporto